# 宽带玉螺
宽带玉螺（学名：Natica bibalteata），是异足目玉螺科玉螺属的一种。主要分布于中国大陆、台湾，常栖息在浅海底、潮下带。